# Анноне-Венето
Анноне-Венето (итал. Annone Veneto) — коммуна в Италии, располагается в провинции Венеция области Венеция.
Население составляет 3733 человека, плотность населения составляет 149 чел./км². Занимает площадь 25 км². Почтовый индекс — 30020. Телефонный код — 00422.
Покровителем города считается святой Виталий Миланский. Праздник города ежегодно празднуется 28 апреля.